# Ауланко (смотровая башня)
Ауланко (фин. Aulangon näkötorni) — смотровая башня, расположенная в провинции Канта-Хяме, в черте города Хямеэнлинна, Финляндия.

## Расположение
Башня находится к северу от центра города Хямеэнлинна на территории обширного паркового комплекса Ауланко, на вершине горы Аулангонвуори. Сооружение находится в долине Ванаявеси на высоте 150 метров над уровнем моря и 70 метров над поверхностью вод близлежащего озера Аулангонъярви. Башню окружает лес. Подойти к ней можно по специально проложенным дорожкам. 

## История

### Ранний период
Проведённые в данной местности археологические раскопки и исследования позволяют утверждать, что ещё в эпоху железного века здесь обитали люди. Обнаружены следы поселения и кладбище.
Считается, что до христианизации Финляндии окрестные племена проводили на горе Аулангонвуори языческие обряды. Помимо капища здесь располагались оборонительные укрепления, служившие убежищем для окрестных жителей в случае опасности. С трёх сторон вершину окружают достаточно крутые склоны, что облегчало защиту.
Старинная крепость, вероятно, была разрушена около 1250 года, когда вторгшиеся в Финляндию шведы начали строить замок Тавастегус, призванный держать под контролем водные маршруты Ванаявеси.

### XIX век
В 1840-х годах в сторону парка Ауланко была проложена дорога, по которой горожанам стало проще добираться до горы. Её вершина стала популярным местом отдыха. Отсюда можно было любоваться живописными пейзажами. 
Большую роль в создании парка сыграл полковник Хуго Стандертшельд, владелец расположенной поблизости усадьбы Карлберг. Он выкупил обширный участок на горе Аулангонвуори, а затем лично планировал пейзажный парк.
Первый деревянный смотровой павильон на горе был построен в конце XIX века. Здесь проводились экскурсии и культурные мероприятия.

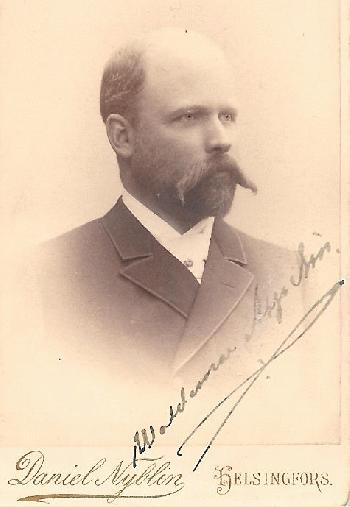
Автор проекта архитектор Вальдемар Аспелин

### XX век
В начале XX века по инициативе местных властей было принято решение о возведении на горе Аулангонвуори каменной смотровой башни. Проект подготовил архитектор Вальдемар Аспелин. Работы завершились в 1907 году.
Несколько позже у подножия смотровой башни появилось здание кафе. В 1934 году башню реконструировали, сделав более удобной смотровую площадку. Неподалёку построили гранитную крепость Ауланко, как напоминание о старинных финских укреплениях на этом месте.
Внутри башни художник Леннарт Сегерстроле нарисовал картину с изображением охотничьих сцен. Кроме того, рядом в пещере разместили скульптурную композицию с семейством медведей. Автором работы стал Роберт Стигелл (отлиты в бронзе ещё в 1906 году).

### XXI век
В 2016 году местные власти приняли решение о проведении ремонта башни. Подготовка проекта затянулась до 2020-го. Непосредственно реставрация была проведена в 2022 году. 

## Современное использование
Башня является важной достопримечательностью региона. Она открыта для свободного посещения с 2015 года ежедневно в период с 7 мая по 30 сентября. Время работы – с 8:00 до 19:00. С верхней смотровой площадки открываются прекрасные виды на окрестные озёра, леса и город Хямеэнлинна. 
Ежегодно сооружение посещают почти сто тысяч человек. В летнее время около башни работает кафе.

## Галерея

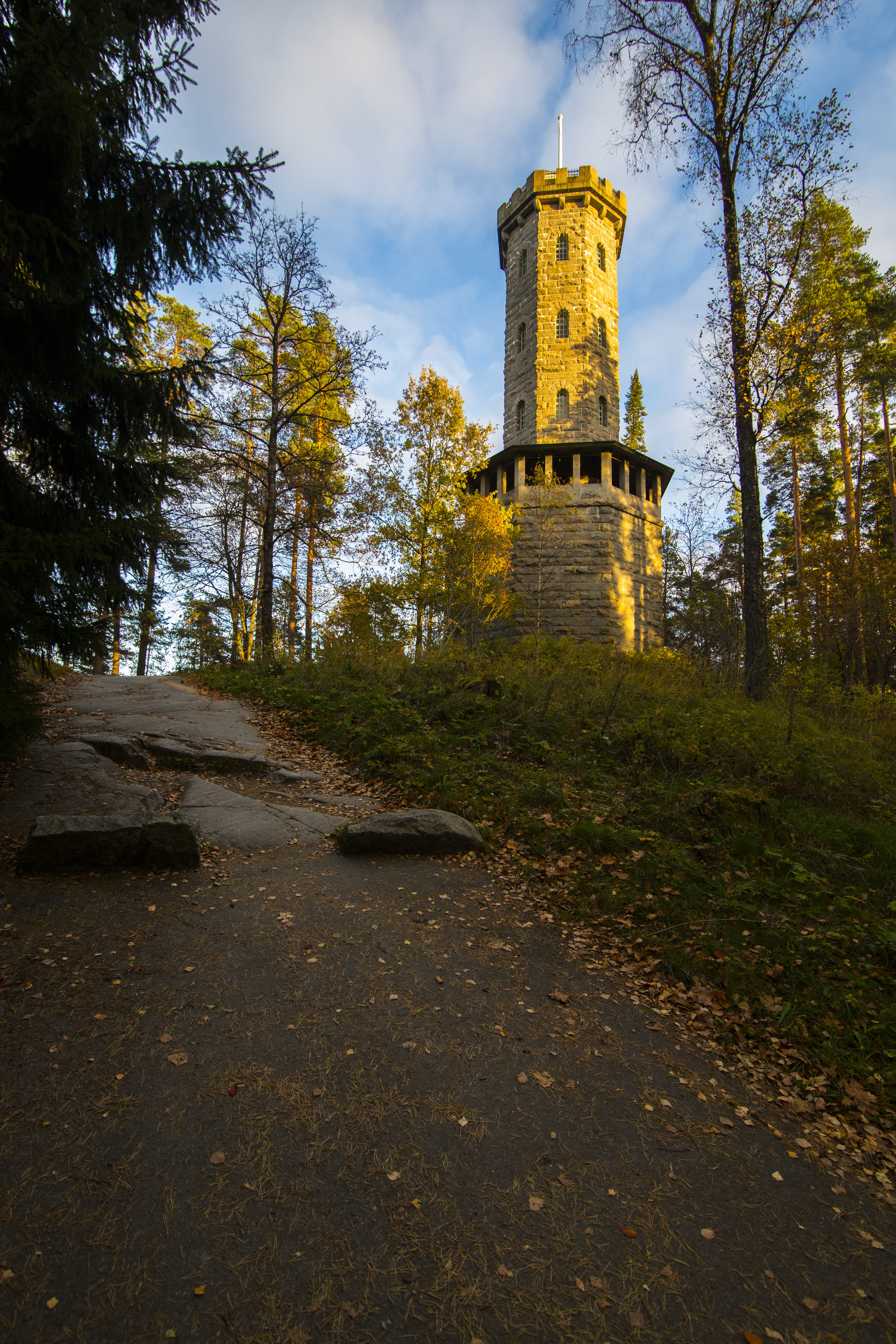
Общий вид башни
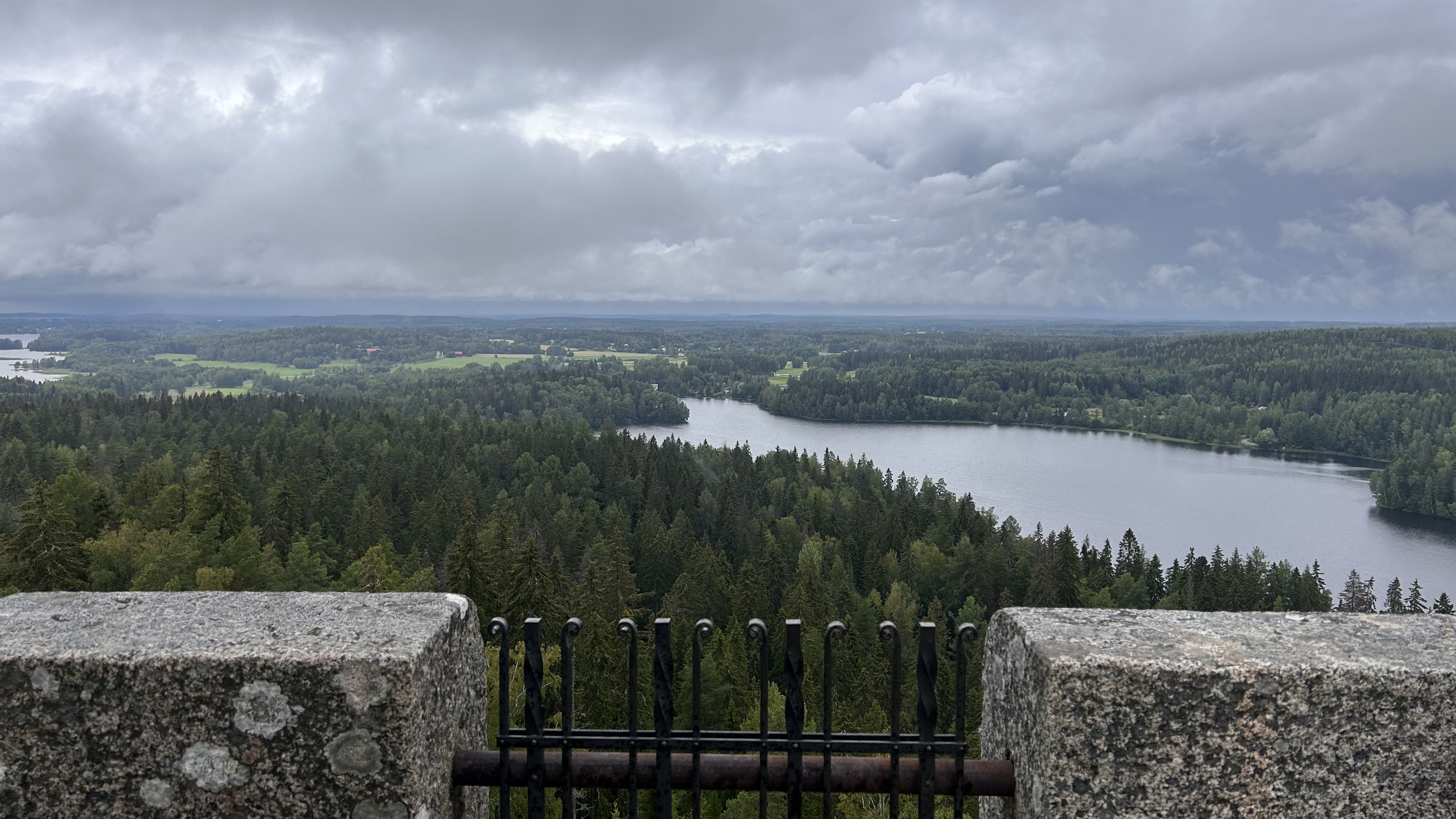
Панорама, открывающаяся со смотровой площадки
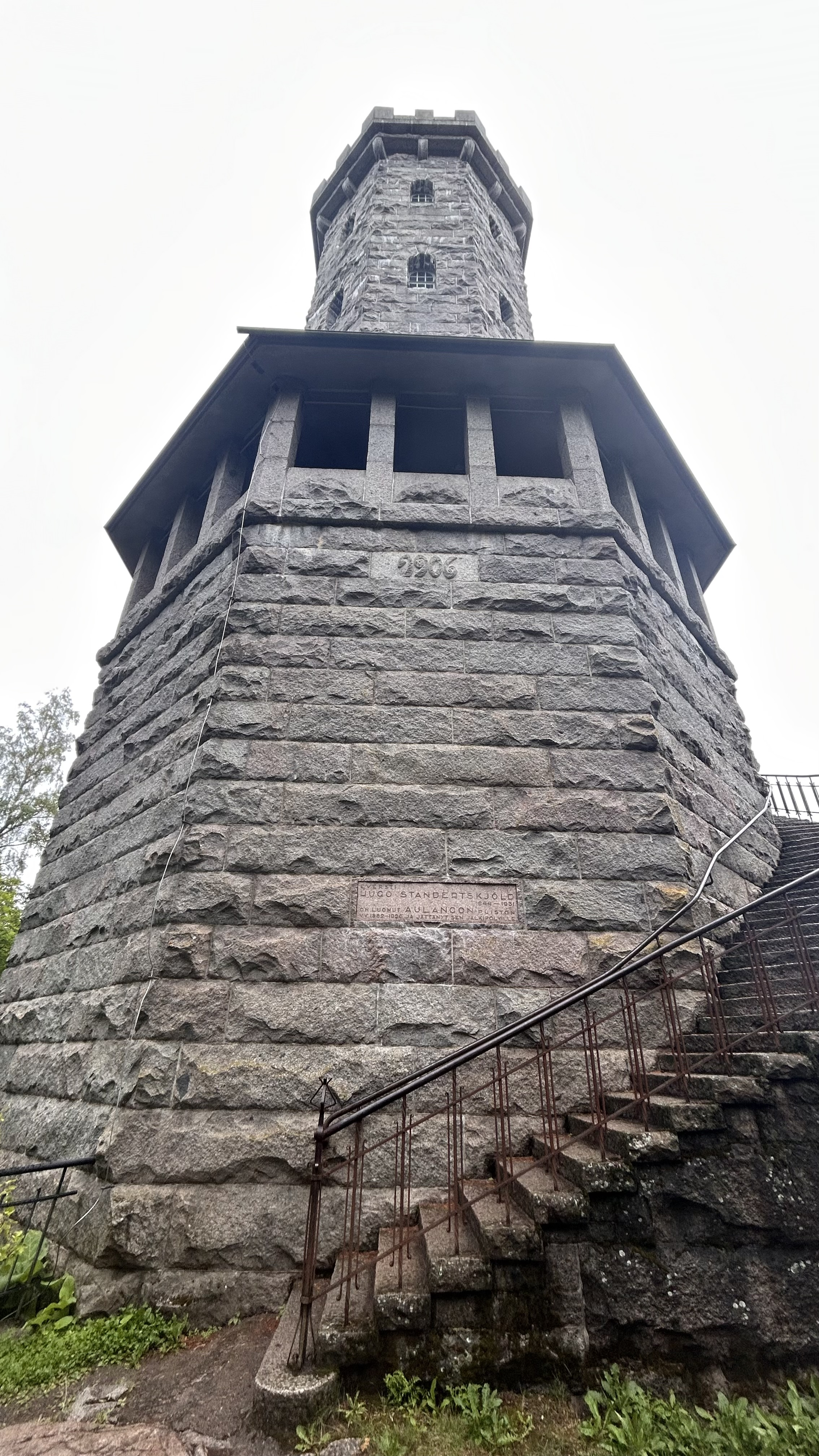
Вид башни снизу
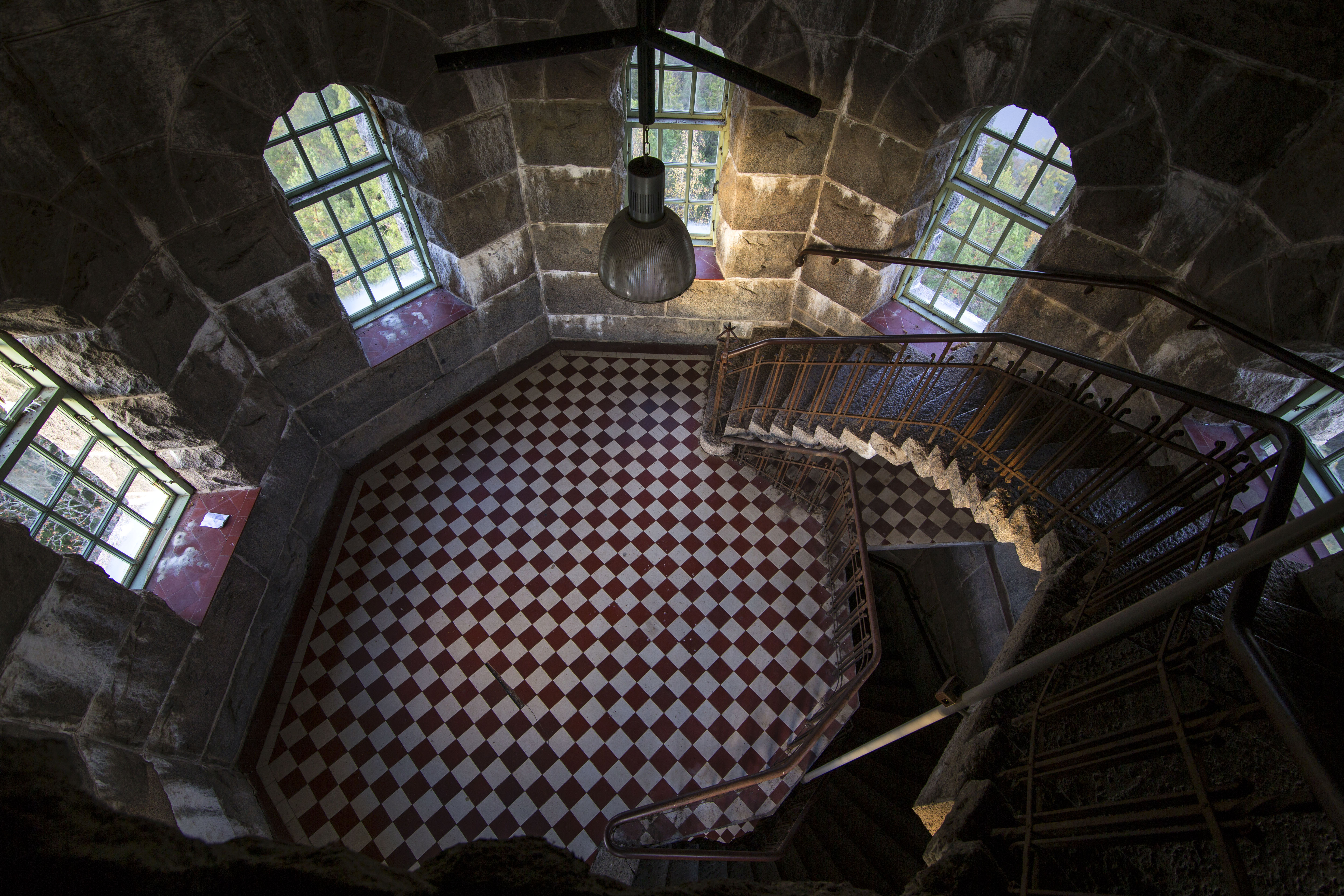
Интерьер внутри башни
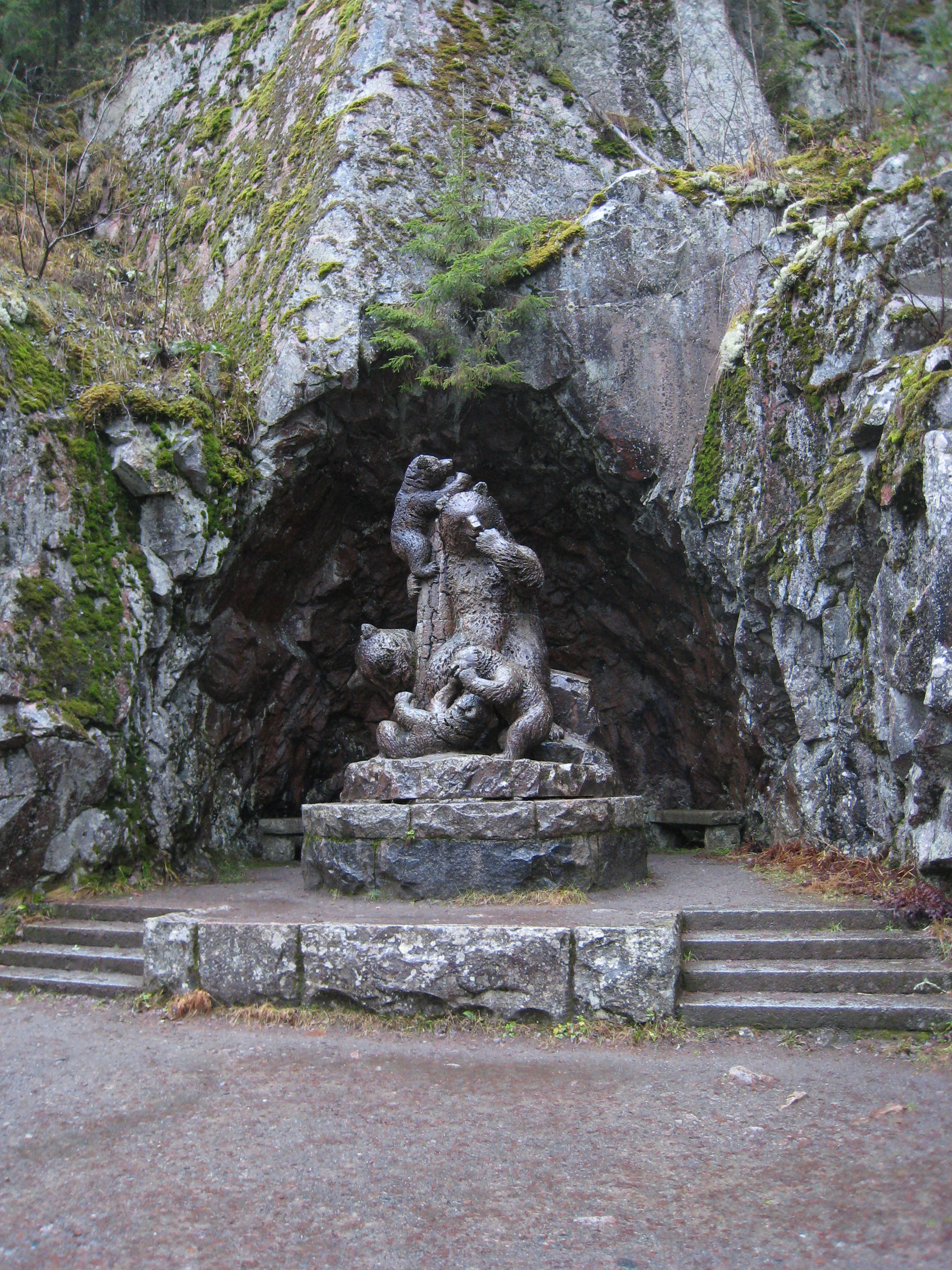
Скульптурная композиция медведи Роберта Стигелла